# Catar nos Jogos Olímpicos de Verão de 2004
O Qatar competiu nos Jogos Olímpicos de Verão de 2004, em Atenas, na Grécia.

## Medalhas

### Natação
Masculino
| Atletas                     | Evento      | Baterias  | Baterias | Semifinal | Semifinal | Final       | Final       |
| Atletas                     | Evento      | Marca     | Posição  | Marca     | Posição   | Marca       | Posição     |
| --------------------------- | ----------- | --------- | -------- | --------- | --------- | ----------- | ----------- |
| Anas Sameer N. H. Abuyousuf | 400 m livre | 4min11s99 | 43º      |           |           | Não avançou | Não avançou |